# Tour de Flandes 1969
El Tour de Flandes 1969, la 53.ª edición de esta clásica ciclista belga. Se disputó el 30 de marzo de 1969.
El ganador fue el belga Eddy Merckx, que se impuso en solitario en la llegada a Merelbeke con más de cinco minutos respecto a su inmediato perseguidor, el italiano Felice Gimondi y ocho minutos sobre un grupo de siete corredores, encabezado por el también italiano Marino Basso, que fue tercero. 

## Clasificación General
| Posición | Ciclista                 | Equipo                 | Tiempo     |
| -------- | ------------------------ | ---------------------- | ---------- |
| 1        | Eddy Merckx              | Faema                  | 6h 20' 00" |
| 2        | Felice Gimondi           | Salvarani              | + 5' 36"   |
| 3        | Marino Basso             | Molteni                | + 8' 08"   |
| 4        | Franco Bitossi           | Filotex                | m. t.      |
| 5        | Bernard Van De Kerckhove | Faema                  | m. t.      |
| 6        | Michele Dancelli         | Molteni                | m. t.      |
| 7        | Barry Hoban              | Mercier-BP-Hutchinson  | m. t.      |
| 8        | Frans Verbeeck           | Okay-Diamant-Geens     | m. t.      |
| 9        | Georges Claes            | Goldor-Hertekamp-Gerka | m. t.      |
| 10       | Joseph Spruyt            | Faema                  | + 8' 10"   |